# Santa Limbania
Limbania (Cipro, ... – Genova, ...; fl. XIII secolo) è stata una monaca cristiana italiana, venerata come santa dalla Chiesa cattolica.

## Biografia
Limbania sfuggi, clandestina su una nave genovese, adolescente dalla famiglia che l'aveva promessa in sposa. Giunta a Genova fu affidata al convento di San Tommaso. Qui decise di farsi religiosa e in quel convento passò la vita, dedicandosi agli uomini ed agli animali che faticavano nel vicino porto.

## Il culto
Già in fama di santità in vita dalla gente portuale, alla morte fu sepolta dalle consorelle sotto l'altare del convento ove passò la vita. Per poterne scorgere le spoglie fu praticato un foro e si instaurò la consuetudine da parte delle giovani di inserirvi la testa per invocare la protezione della santa. Alla demolizione del convento avvenuta per far posto alla ferrovia tale sacramentale si è conservato nella chiesetta di Voltri ove sarebbero conservate delle reliquie.

### Principali chiese dedicate a santa Limbania

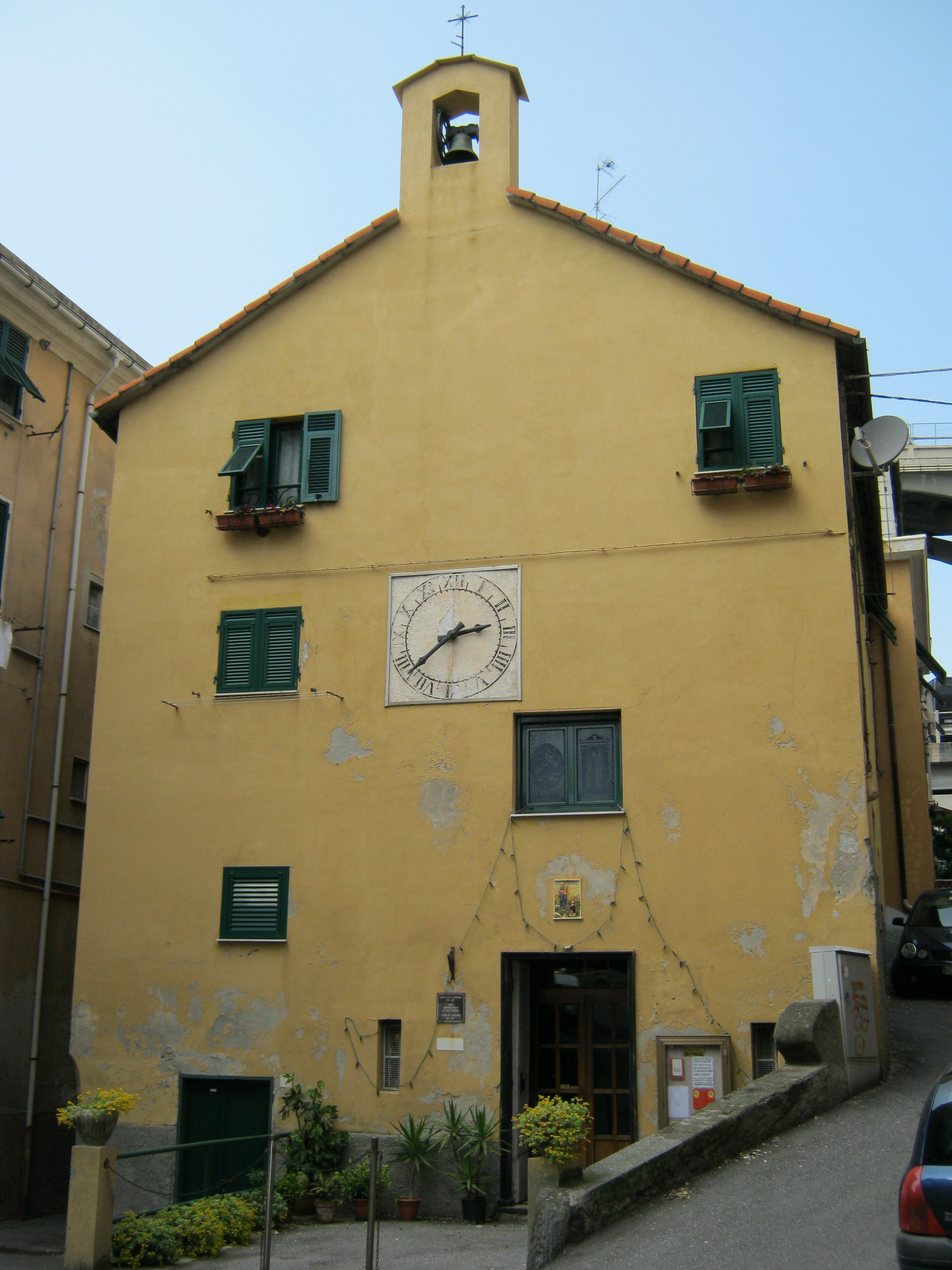
La chiesa di Voltri

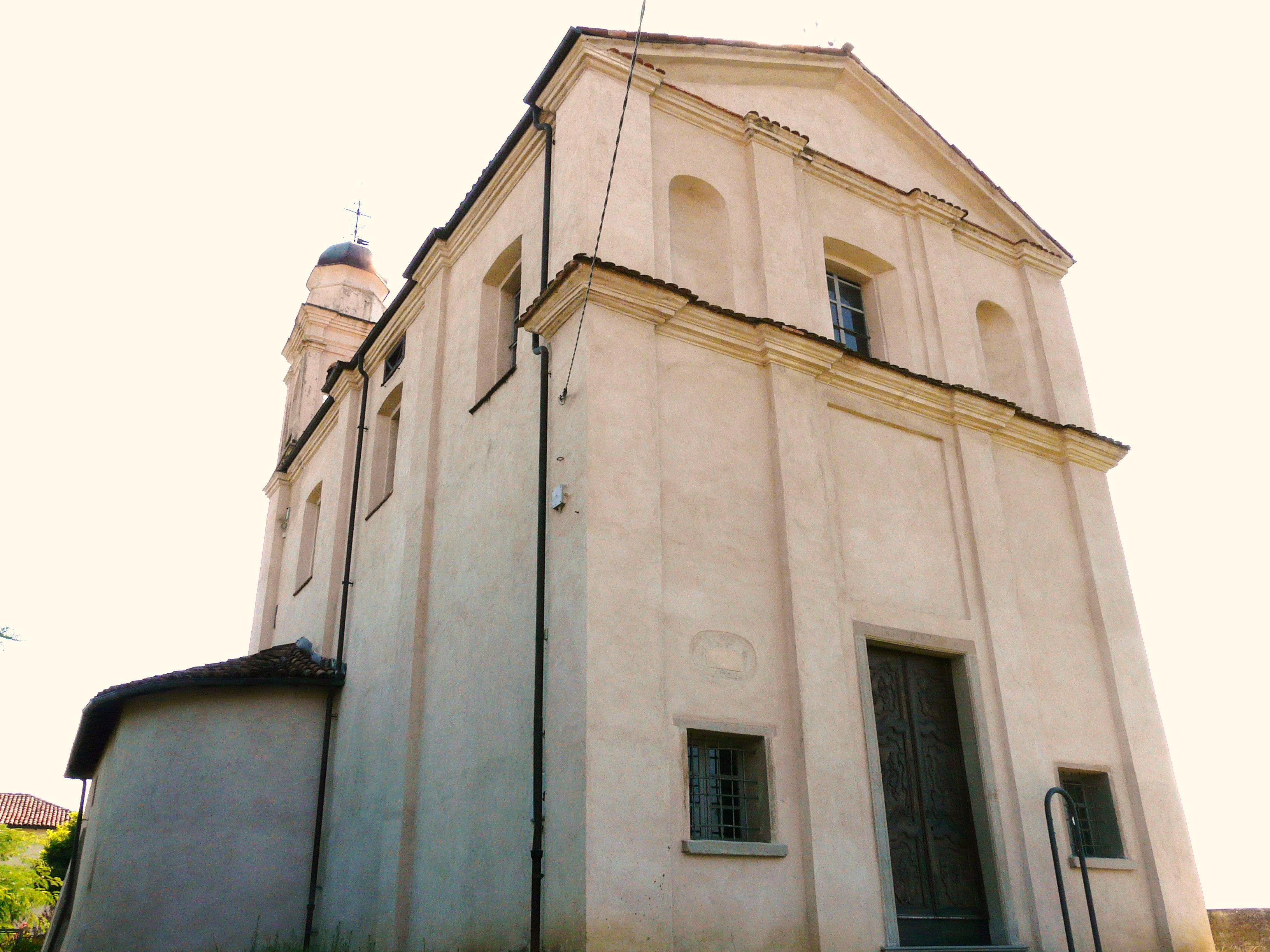
Chiesa a Rocca Grimalda

Complesso di Voltri precedentemente formato da un ospitale, ora trasformato in abitazioni, e dalla chiesa ora sede della Confraternita N.S. del Rosario.
Santa Limbania a Rocca Grimalda.